# Malene Schwartz

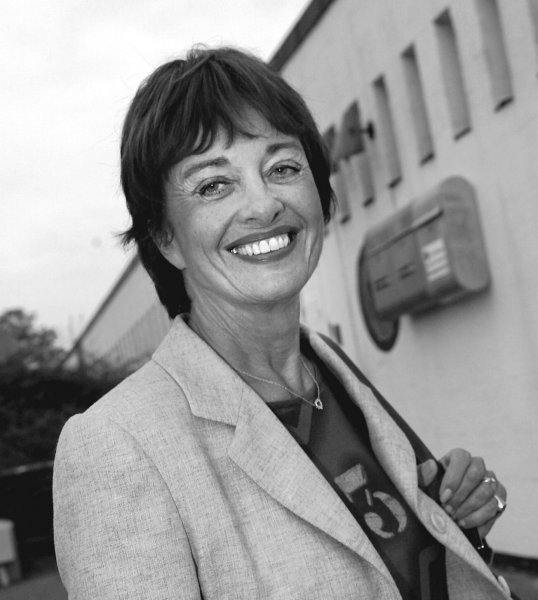
Malene Schwartz

Malene Schwartz (* 10. August 1936 in Frederiksberg, Dänemark) ist eine dänische Schauspielerin.

## Leben
Malene Schwartz ist die Tochter des Malers und Kunstkritikers Walter Schwartz. Sie besuchte das Skt. Jørgens Gymnasium in ihrer Heimatstadt und hatte ursprünglich den Wunsch Sozialarbeiterin zu werden. Theater spielte sie lediglich in der Schule und es war schließlich der Schauspieler Arne Weel, der sie dadurch kennenlernte und sie dazu ermunterte, Schauspielerin zu werden. Nach einer privaten Schauspielausbildung hatte sie 1957 im Alter von 19 Jahren ihr erstes Theaterengagement am Betty Nansen Teatret. Nach einem Intermezzo am Kopenhagener Det Ny Teater war sie schließlich auch neun Jahre am Det Kongelige Teater engagiert. Außerdem war sie dazu auf Bühnen des Nørrebro Teater, ABC Teatret, Cirkusrevyen und Tivolirevyen zu sehen. Als Theaterleiterin war sie von 2005 bis 2007 für das Folketeatret zuständig.
Seit Mitte der 1950er Jahre war Schwartz regelmäßig beim dänischen Film zu sehen. So spielte sie in Filmen wie Mädchen für gewisse Stunden, Hinein ins Vergnügen und Das Duell mit. In komödiantischen Rollen war sie dazu an der Seite des Komikers Dirch Passer in Filmen wie Pack den Playboy in den Schrank und Zieh’ dich an, Komtesse zu sehen. Ihren größten Erfolg hatte sie allerdings mit der Hauptrolle der Maude Varnæs in der von Danmarks Radio produzierten Fernsehserie Die Leute von Korsbaek.
Für ihre Schauspielleistungen wurde sie 1992 mit dem Dannebrogorden ausgezeichnet.
Schwartz war in ihrem Leben zweimal verheiratet. Nach ihrer ersten Ehe von 1961 bis 1979 mit dem Juristen Christian Lillelund war sie von 1982 bis zu dessen Tod 1992 mit dem Schriftsteller und Journalisten Paul Hammerich verheiratet.

## Filmografie (Auswahl)
- 1957: Mädchen für gewisse Stunden (Natlogi betalt)
- 1958: Hinein ins Vergnügen (Soldaterkammerater)
- 1961: Min kone fra Paris
- 1962: Das Duell (Duellen)
- 1963: Fräulein unberührt (Frøken Nitouche)
- 1965: 2 × 2 im Himmelbett (Halløj i himmelsengen)
- 1965: Ich eine Frau (Jeg – en kvinde)
- 1965: Pack den Playboy in den Schrank (Pigen og millionæren)
- 1966: Zieh’ dich an, Komtesse (Pigen og greven)
- 1966: Intercontinental Express (Folge Der Kronzeuge, Fernsehserie)
- 1967: Die Ferien meiner Frau (Min kones ferie)
- 1977: Oh, diese Mieter (MHuset på Christianshavn)
- 1978–1982: Die Leute von Korsbaek (Matador, Fernsehserie, 24 Folgen)
- 1984: Twist and Shout – Rock'n'Roll und erste Liebe (Tro, håb og kærlighed)
- 2003: Reconstruction
- 2007–2009: 2900 Happiness
- 2008: Tage des Zorns (Flammen og Citronen)